# Cognat (généalogie)
Pour les articles homonymes, voir Cognat.
Dans le droit, le cognat est le membre d'une famille « parent par les liens du sang » (du latin cognatus). Par extension en généalogie, lorsqu'on travaille sur la « lignée cognatique », cela signifie qu'on s'intéresse à la lignée des femmes d'un individu, c'est-à-dire la mère, puis la grand-mère, puis l'arrière-grand-mère, etc. (dans les ascendantes) ou la fille, puis la petite-fille, puis l'arrière-petite-fille, etc. (dans les descendantes).
Ce concept est utile d'un point de vue génétique car un individu partage son ADN mitochondrial avec sa lignée cognatique puisque c'est exclusivement la mère qui le transmet à ses enfants.

## Pour approfondir